# Paralastor mimus
Paralastor mimus är en stekelart som beskrevs av Perkins 1914. Paralastor mimus ingår i släktet Paralastor och familjen Eumenidae. Inga underarter finns listade i Catalogue of Life.